# Championnat de Singapour de football 2022
Navigation
Saison 2021 Saison 2023
La saison 2022 du Championnat de Singapour de football est la quatre-vingt-dixième édition de la première division à Singapour, organisée par la fédération singapourienne sous forme d'une poule unique où toutes les équipes rencontrent quatre fois leurs adversaires au cours de la saison. Il n'y a pas de relégation puisque les clubs inscrits sont des franchises, à l'image de ce qui se fait dans les championnats australien ou nord-américain.
À l'issue de la saison, le champion se qualifie pour la Ligue des champions de l'AFC, alors que le vainqueur de la Coupe de Singapour obtient son billet pour la Coupe de l'AFC. Néanmoins, la franchise « étrangère » Albirex Niigata ainsi que les Young Lions ne peuvent pas s'aligner en compétition asiatique pour représenter Singapour.

## Les clubs participants
- Albirex Niigata
- Balestier Khalsa
- Geylang International
- Home United est renommé Lion City Sailors
- Hougang United
- Tanjong Pagar United FC
- Tampines Rovers
- Young Lions

## Compétition
Le barème de points servant à établir le classement se décompose ainsi :
- Victoire : 3 points
- Match nul : 1 point
- Défaite : 0 point

### Classement
| Rang | Équipe                  | Pts | J  | G  | N | P  | Bp | Bc  | Diff |
| ---- | ----------------------- | --- | -- | -- | - | -- | -- | --- | ---- |
| 1    | Albirex Niigata         | 59  | 28 | 18 | 7 | 3  | 88 | 43  | +45  |
| 2    | Lion City SailorsT      | 57  | 28 | 18 | 3 | 7  | 91 | 39  | +52  |
| 3    | Tampines Rovers         | 50  | 28 | 15 | 5 | 8  | 76 | 57  | +19  |
| 4    | Geylang International   | 39  | 28 | 10 | 9 | 9  | 48 | 46  | +2   |
| 5    | Hougang UnitedC         | 39  | 28 | 10 | 9 | 9  | 65 | 71  | -6   |
| 6    | Tanjong Pagar United FC | 37  | 28 | 10 | 7 | 11 | 59 | 69  | -10  |
| 7    | Balestier Khalsa        | 24  | 28 | 7  | 4 | 17 | 45 | 78  | -33  |
| 8    | Young Lions             | 8   | 28 | 2  | 2 | 24 | 34 | 103 | -69  |

|  | Champion de Singapour 2022                                   |
|  | Qualification pour la Ligue des champions de l'AFC 2023-2024 |
|  | Qualification pour la Coupe de l'AFC 2023-2024               |
|  | T : Tenant du titre C : Vainqueur de la Coupe de Singapour   |

- Albirex Niigata et Young Lions ne peuvent participer à une compétition continentale.

## Bilan de la saison
| Championnat de Singapour de football 2022 |                            |
| Champion                                  | Albirex Niigata (5e titre) |
| Coupes et trophées                        |                            |
| Vainqueur de la Coupe de Singapour 2022   | Hougang United             |
| Qualifications continentales              |                            |
| Ligue des champions de l'AFC 2023-2024    | Lion City Sailors          |
| Coupe de l'AFC 2023-2024                  | Tampines Rovers            |
| Promotions et relégations                 |                            |
| Promus en S-League                        | Aucun                      |
| Relégués en NFL Division 1                | Aucun                      |